# Dimitrios Konstantopoulos
Dimitrios Konstantopoulos (en griego: Δημήτριος Κωνσταντόπουλος) (29 de noviembre de 1978) es un exfutbolista griego que jugaba como portero y desde agosto de 2021 es miembro del cuerpo técnico del Hartlepool United F. C. de Inglaterra.

## Trayectoria
Después de jugar al fútbol a nivel amateur con el Iraklis Ampelokipi, Konstantopoulos firmó su primer contrato profesional con Kalamata FC en 1996; se iba a hacer 12 apariciones en seis años por el club, con un hechizo en Egaleo FC produciendo otras tres apariciones entre 2001 y 2002. Se trasladó a lado portugués Farense después de esto, antes de unirse al Hartlepool United en octubre de 2003. Después de hacer 117 liga apariciones para Hartlepool, Konstantopoulos optaron por cambiar a Coventry City en 2007. Sin embargo, fue incapaz de mantener un equipo de primer lugar, y después de cedido con el Nottingham Forest, Swansea City (dos veces) y Cardiff City entre 2008 y 2009, Konstantopoulos fue lanzado en 2010 después de haber hecho 31 apariciones de la liga para Coventry. Regresó a Grecia, pasando una temporada exitosa con Corfú antes de cambiar al AEK Atenas por las próximas dos temporadas. Tras el descenso del AEK, fue liberado al final de su contrato, y se unió al Middlesbrough en agosto de 2013.
A nivel internacional, Konstantopoulos hizo nueve partidos con el equipo griego sub-21, e hizo su debut internacional completo para Grecia en 2011; siendo su único encuentro con la selección absoluta.